# Fernando Giovanotti
Fernando Giovanotti detto Trapa (...) è un ex giocatore di football americano e allenatore di football americano brasiliano, che ha giocato come safety.

## Palmarès
- 1 Torneio Touchdown (Vila Velha Tritões, 2010)
- 6 Campeonato Capixaba de Futebol Americano (Vila Velha Tritões, 2007, 2008, 2009, 2012, 2013, 2015)
- 1 Colibri Bowl (Vila Velha Tritões, 2009)
- 2 Vila Velha Arena Football (Vila Velha Tritões, 2009, 2010)
- 1 Torneio de Colonização do Solo Espiritossantense (Vila Velha Tritões, 2009)